# Parafia św. Faustyny w Warszawie
Parafia św. Faustyny w Warszawie – parafia rzymskokatolicka należąca do dekanatu bródnowskiego, diecezji warszawsko-praskiej, metropolii warszawskiej Kościoła katolickiego, w Warszawie. Parafię erygował ówczesny biskup diecezjalny warszawsko-praski, bp Kazimierz Romaniuk w lutym 1997 z części parafii M.B. Różańcowej i Św. Wincentego a Paulo. Obecny kościół parafialny zbudowany na początku XXI w. Obsługiwana przez księży diecezjalnych.

## Historia parafii
Początki parafii sięgają czerwca 1993, kiedy kuria warszawsko-praska skierowała ks. Ryszarda Ladzińskiego do organizowania ośrodka duszpasterskiego. W czerwcu 1994 uzyskano od gminy Praga-Północ zgodę na lokalizację. 23 czerwca 1994 biskup Stanisław Kędziora poświęcił krzyż i plac pod budowę oraz przewodniczył pierwszej mszy św.
1 października 1994 ukończono budowę drewnianej kaplicy, a 5 października, w dniu patronki parafii, biskup Romaniuk odprawił w niej mszę św. 1 stycznia 1995 ośrodek duszpasterski otrzymał prawa „Prawie Parafii”, a w lutym 1997 dekretem biskupa diecezji erygowano Parafię Błogosławionej Faustyny w Warszawie przy ul. Żuromińskiej 2.
6 sierpnia 1998 parafia uzyskała zezwolenie na budowę kościoła, która rozpoczęła się 18 sierpnia tego roku. Projekt domu parafialnego i kościoła opracowali inżynierowie-architekci Andrzej Gniazdowski i Józef Marek. Kierownictwo nad budową sprawowali Wiesław Dołęga i Jerzy Palmowski. 22 maja 1999 podczas pierwszej wizytacji kanonicznej został odczytany akt erekcyjny, który wraz z kamieniem węgielnym został wmurowany w fundamenty świątyni.
Pierwsza msza w nowo budowanym kościele odbyła się w Wigilię Bożego Narodzenia 2003 pod przewodnictwem biskupa Romaniuka. W lipcu i sierpniu 2005 wykonano ogrzewanie w posadzce kościoła i położono płyty granitowe, a we wrześniu zamontowano na wieży kościelnej trzy dzwony: Św. Faustyna, Maryja i Św. Jan Paweł II (odpowiednio 500 kg, 800 kg, 1500 kg), które 5 października 2005 poświęcił arcybiskup Sławoj Leszek Głódź.
6 października 2013 arcybiskup Henryk Hoser, ówczesny biskup diecezjalny warszawsko-praski konsekrował świątynię.

### Kościół parafialny

#### Wystrój kościoła
Autorem wystroju wnętrza jest Janusz Sobczyk i jego pracownia Ars-Antiqua. W latach 2009–2013 zostało wykonane prezbiterium, witraże, kaplica chrzcielna, ołtarze boczne: Jan Paweł II i Matka Boża Nieustającej Pomocy, Droga Krzyżowa, Zacheusze, Memoriał Katyńsko-Smoleński, kropielnice i tablica konsekracyjna. Posadzka prezbiterium wykonana jest z włoskiego marmuru Breccia Sarda, na ścianach zamontowane są płyty trawertynowe Trawertino Romano, ołtarz i ambona, a także chrzcielnica wykonane są z włoskiego marmuru – Carrara Statuario z okolic Toskanii – ulubionego materiału Michała Anioła. Mozaika w głównym ołtarzu i w kaplicy chrztu pochodzi z manufaktur weneckich. Wszystkie elementy na posadzce i ścianach wraz z ołtarzem, amboną i chrzcielnicą, Drogą Krzyżową i tablicą konsekracyjną zostały wykonane przez firmy włoskie Fratelli Testi i Luciano Padovaniego koło Werony.